# Bijnor
Bijnor är en stad i den indiska delstaten Uttar Pradesh, och är den administrativa huvudorten för distriktet Bijnor. Staden hade 93 297 invånare vid folkräkningen 2011, med förorter 115 256 invånare.